# 로런츠 힘

로런츠 힘(영어: Lorentz force)은 전하를 띤 물체가 전자기장 안에서 받는 힘이다. 물체는 전기장 안에서 {\displaystyle q\mathbf {E} }의 힘을 받고, 자기장 안에서 {\displaystyle q\mathbf {v} \times \mathbf {B} }의 힘을 받는다. 로런츠 힘은 이 두 힘의 합이다. 즉,
{\displaystyle \mathbf {F} =q(\mathbf {E} +\mathbf {v} \times \mathbf {B} )}.
여기서 {\displaystyle \mathbf {E} }는 전기장, {\displaystyle \mathbf {B} }는 자기장이고, {\displaystyle q}는 입자의 전하량이며, {\displaystyle \mathbf {v} }는 입자의 속도이다. 또한 {\displaystyle \times }는 벡터곱을 뜻한다.
따라서 양전하를 띤 입자는 전기장 {\displaystyle \mathbf {E} }안에서 가속되며, 자기장 {\displaystyle \mathbf {B} }을 통과할 때에는 벡터곱 때문에, 오른손 법칙에 따라 나선형을 그리며 움직이게 된다.
헨드릭 안톤 로런츠가 이 식을 유도하여 로런츠 힘이라고 부른다.

## 다른 표현
로런츠 힘은 전하 밀도 {\displaystyle \rho \ }와 전류 밀도 {\displaystyle \mathbf {J} }로 표현할 수도 있다.
{\displaystyle \mathbf {F} =\int _{V}(\rho \mathbf {E} +\mathbf {J} \times \mathbf {B} )\cdot dV}

## 같이 보기
- 홀 효과
- 전자기학
- 맥스웰 방정식
- 중력 자성
- 자기 저항 효과